# グーテンベルク (クレーター)
グーテンベルク (Gutenberg) は、月の東部にあるクレーターであり、豊かの海の西の縁付近に位置している。グーテンベルクの南東にはゴクレニウスがあり、そのさらに南東にはマゼランとコロンボがある。
グーテンベルクの周壁はぼろぼろに崩れており、特に東部の周壁はグーテンベルクEによって、南部の周壁はグーテンベルクCによって、南西部の周壁はグーテンベルクAによって、破壊されている。グーテンベルクEの南東と南西の周壁も同様に崩壊しており、グーテンベルクと豊かの海とを結ぶ通路を形成している。
グーテンベルクおよびグーテンベルクEの底には溶岩が堆積し、平坦な地形を形成している。北東部にはゴクレニウス峡谷の一部が走っており、2本の裂け目がグーテンベルクの表面を破壊している。グーテンベルクの中央は半円状に隆起しており、弧が南部に突き出ている。

## 付随クレーター
グーテンベルクのごく近くにある小さな無名のクレーターについては、アルファベットを付加することによって識別される。
| 名称            | 月面緯度     | 月面経度     | 直径  |
| --------------- | ------------ | ------------ | ----- |
| グーテンベルクA | 南緯 9.0 度  | 東経 39.9 度 | 15 km |
| グーテンベルクB | 南緯 9.1 度  | 東経 38.3 度 | 15 km |
| グーテンベルクC | 南緯 10.0 度 | 東経 41.1 度 | 45 km |
| グーテンベルクD | 南緯 10.9 度 | 東経 42.8 度 | 20 km |
| グーテンベルクE | 南緯 8.2 度  | 東経 42.4 度 | 28 km |
| グーテンベルクF | 南緯 10.2 度 | 東経 42.6 度 | 8 km  |
| グーテンベルクG | 南緯 6.0 度  | 東経 40.0 度 | 32 km |
| グーテンベルクH | 南緯 6.7 度  | 東経 39.0 度 | 5 km  |
| グーテンベルクK | 南緯 7.2 度  | 東経 40.8 度 | 6 km  |